# میگل اسپینوس
میگل اسپینوس (اسپانیایی: Miguel Espinós‎; ۱۲ ژانویهٔ ۱۹۴۷ – ۱۶ مارس ۲۰۰۶) دوچرخه‌سوار اهل اسپانیا بود.
وی در مسابقات کشوری و بین‌المللی در مجموع برندهٔ ۱ مدال نقره، ۱ مدال برنز شده‌است.